# Dorfkirche Herressen

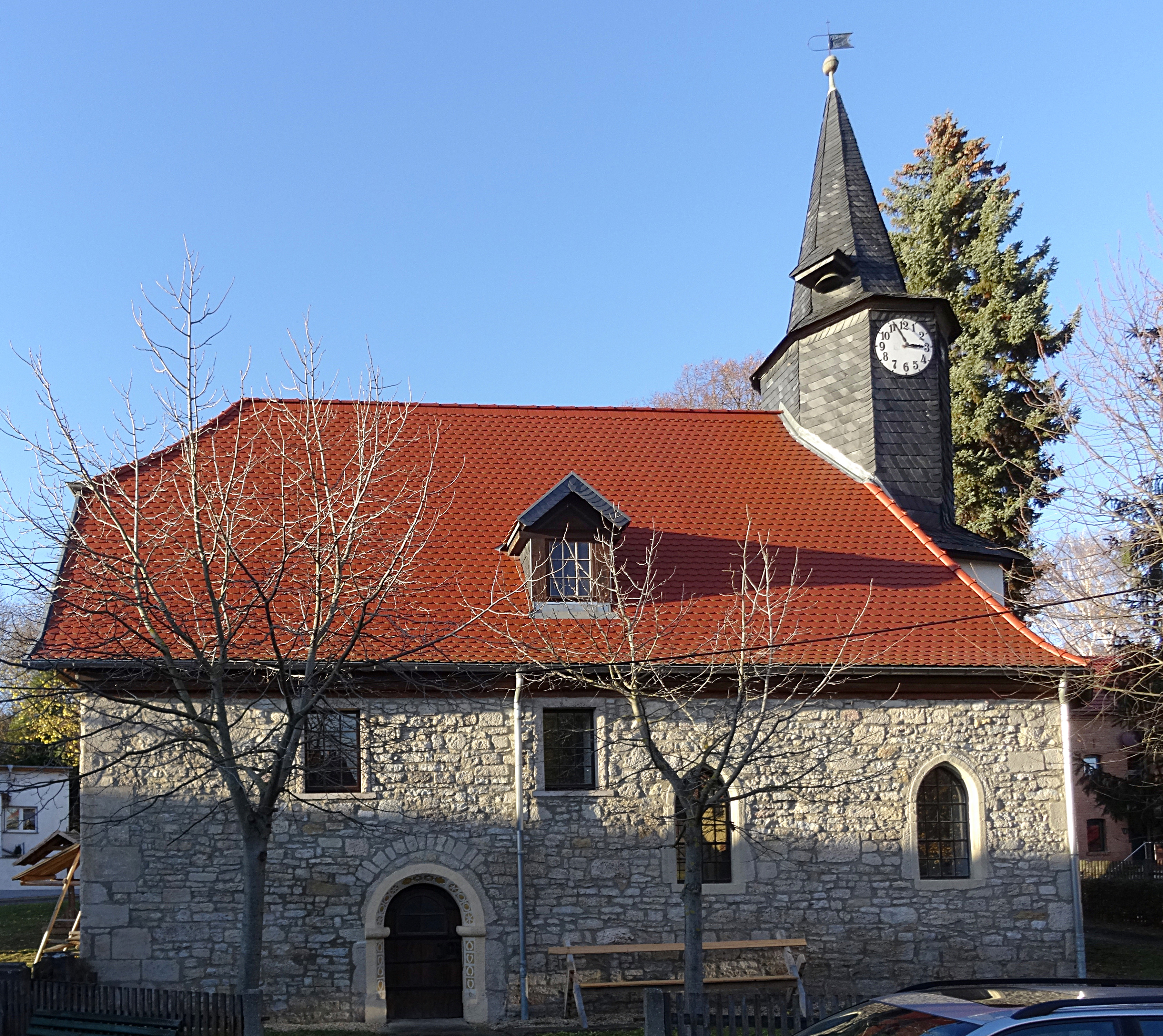
Kirche Herressen

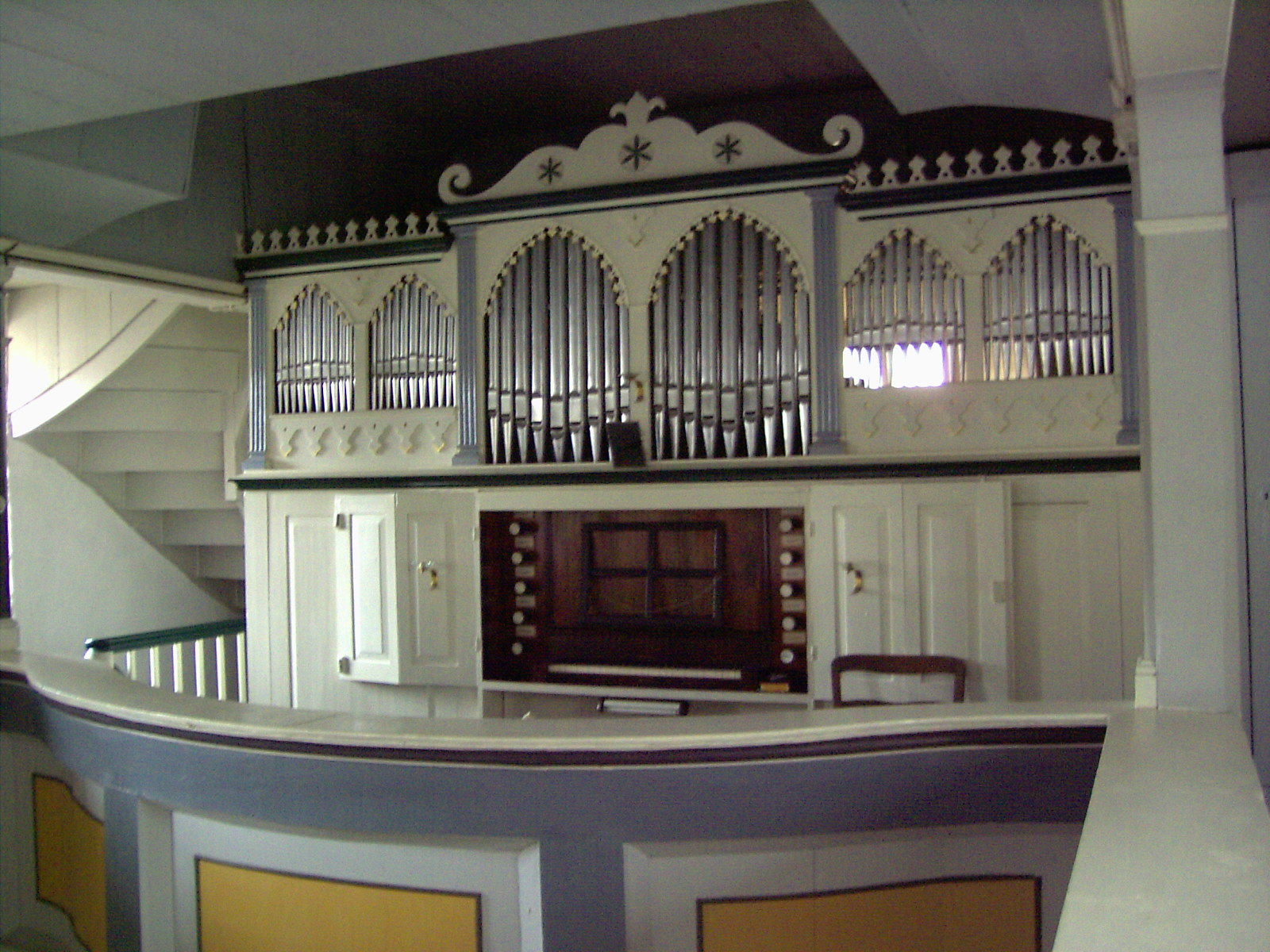
Orgel; rechts auf der Emporenbrüstung der oberste Teil einer Deckenstütze

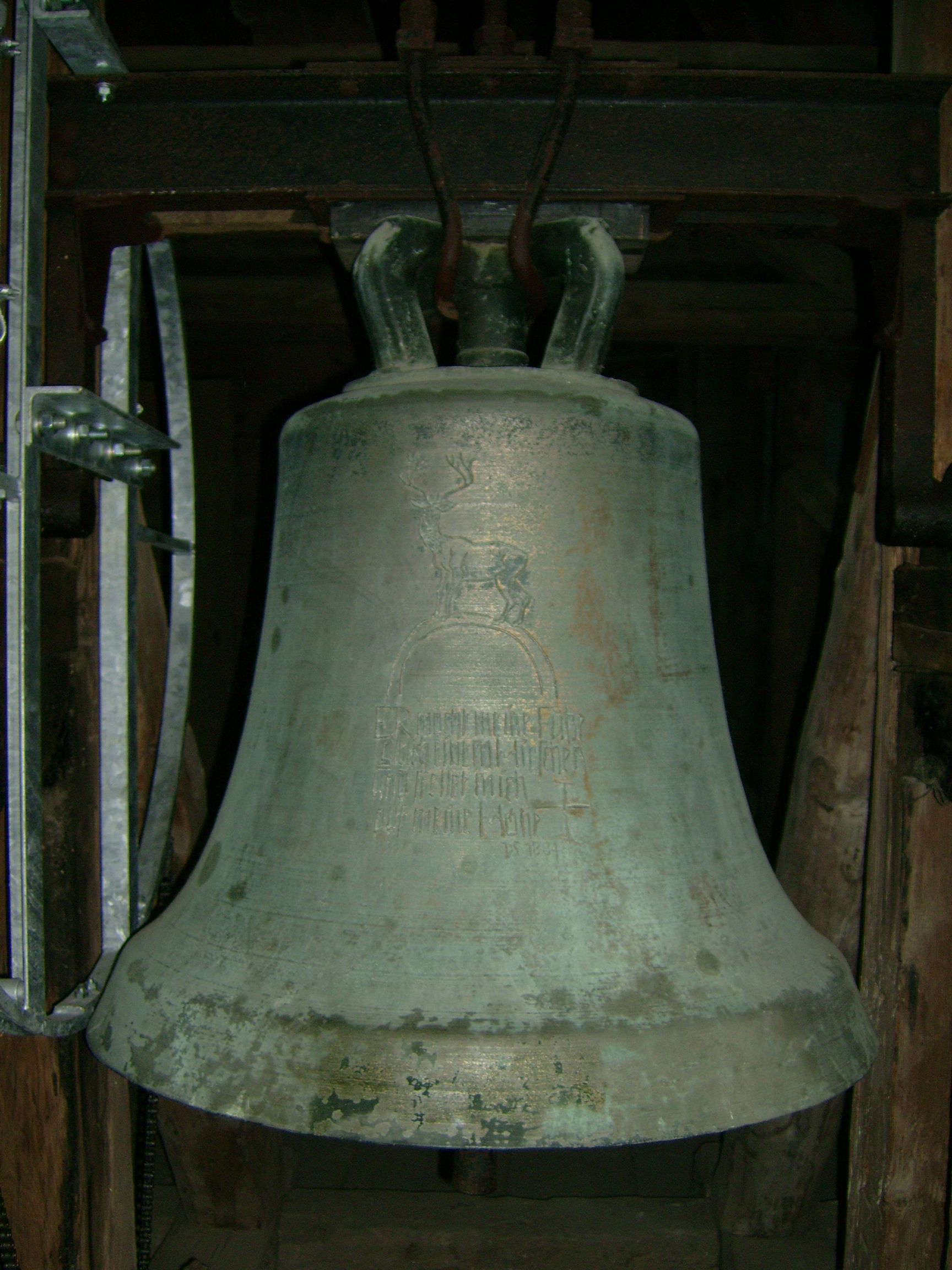
Die Hirschglocke

Die evangelisch-lutherische Dorfkirche Herressen steht in der Straße Am Kirchberg 105–110 von Herressen-Sulzbach, einem Ortsteil der Stadt Apolda im Landkreis Weimarer Land in Thüringen. Die Kirchengemeinde Herressen gehört zur Pfarrei Apolda III im Kirchenkreis Apolda-Buttstädt der Evangelischen Kirche in Mitteldeutschland.

## Beschreibung
Die kleine Kirche aus unverputzten Bruchsteinen hat einen dreiseitigen polygonalen Abschluss im Osten und einen schiefergedeckten Dachturm, der ein spitzes Zeltdach trägt. Sie ist nach einer Hausinschrift im Inneren 1629 entstanden. Die Bezeichnung 1776 an der Westseite bezieht sich auf eine Sanierung, bei der die Fenster und das Dach verändert wurden. An den Langseiten und am Polygon sind profilierte spitzbogige Fenster. Das Langhaus ist mit einem Krüppelwalmdach bedeckt. Das rundbogige Portal im Süden hat wulstige Kämpfer und einfache geometrische Ornamente am Gewände. 
Der Kirchenraum ist eine Emporenhalle mit hölzernen Stützen und dreiseitig umlaufender eingeschossiger Empore. Die Kirchenausstattung ist schlicht bis auf den Kanzelaltar.
Die Orgel mit 8 Registern, verteilt auf ein Manual und ein Pedal, wurde 1867 von Adalbert Förtsch gebaut, 1950 von Gerhard Kirchner umgebaut und 2005 vom Orgelbau Schönefeld erweitert.
Zwei Kirchenglocken bilden das Geläut. Dies sind die 1963 von der Firma Franz Schilling Söhne (Apolda) in Gestaltung des Künstlers Horst Jährling gegossene Bronzeglocke und eine 1925 von der Firma Franz Schilling Söhne (Apolda) gegossene Glocke. Horst Jährling gestaltete einen auf dem Bogen stehenden Hirsch.